# Kleine keverdoder
De kleine keverdoder (Tiphia minuta) is een vliesvleugelig insect uit de familie van de keverdoders (Tiphiidae). De wetenschappelijke naam van de soort is voor het eerst geldig gepubliceerd in 1827 door Linden.